# Moskevská státní konzervatoř
Moskevská státní konzervatoř P. I. Čajkovského (rusky Московская государственная консерватория имени П. И. Чайковского) je nejvýznamnější hudební vzdělávací instituce v Moskvě. Dodnes je považována za jednu z nejlepších vysokých hudebních škol světa. Jeden ze světově nejprestižnějších koncertních sálů je Velký sál Moskevské konzervatoře.

## Dějiny školy

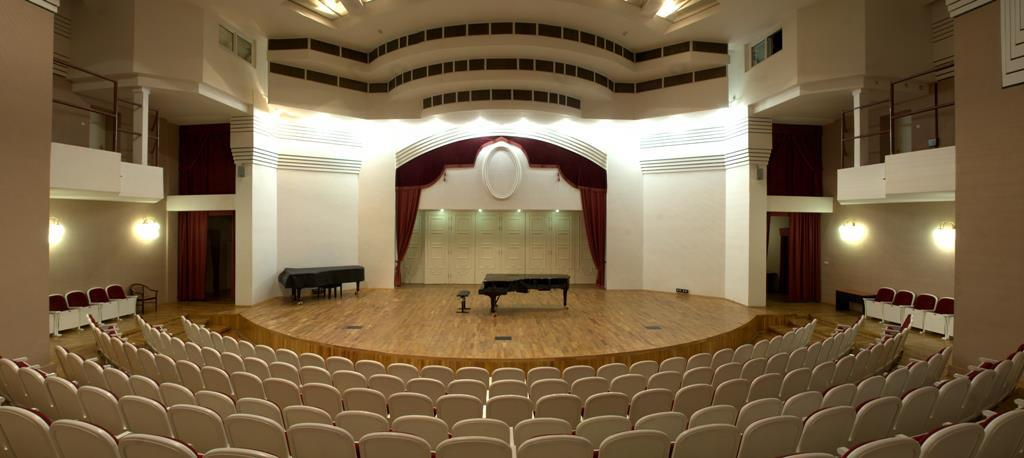
Koncertní síň nové budovy Moskevské státní konzervatoře

Moskevskou konzervatoř založil v roce 1866 Nikolaj Rubinštejn, bratr ruského klavíristy a skladatele Antona Rubinštejna, společně s knížetem Nikolajem Petrovičem Trubeckým. Od počátku zde jako pedagog působil také skladatel Petr Iljič Čajkovskij, jehož jméno konzervatoř nese od roku 1940. Studoval zde a později učil také Aram Chačaturjan.
Historie Moskevské konzervatoře je bohatá a světové renomé tohoto zařízení, které má ve skutečnosti vysokoškolský status, přetrvává samozřejmě do současnosti. Interpretační kvality jejích pedagogů i absolventů jsou pověstné, jejich pracovní nasazení též. Kromě výuky je to i množství koncertů, které se během roku odehrají ve čtyřech sálech konzervatoře. Na nich, kromě špičkových zahraničních i domácích umělců, hrají své absolventské, třídní, nebo abonentní koncerty také studenti a pedagogové školy. A právě požadavky výuky a pokrytí těchto veřejných produkcí tvoří každodenní intenzivní pracovní náplň neméně významné knihovny.